# Jochen Arp
Jochen Arp (5 november 1944 - 27 juni 2023) was een Duitse Jazzsaxofonist (alt-, bariton- en tenorsaxofoon), fluitist, arrangeur en bigbandleider, die in de Hamburgse muziekscene actief is.

## Biografie
Arp toerde in de 70'er jaren overal in Duitsland met het kwintet Bob Cats (album Still Alive, 1979), met Klaus Berger, Roland Bankel, Sten Linneberg en Arno Engelhard. In 1979 maakte hij met de band Arpi Schock de plaat A Child Is Born, met Arp's arrangementen van standards als "Basin Street Blues“, "Mercy, Mercy, Mercy“ en Nat Adderley's "Jive Samba“. In 1983 nam hij het album Rhythmus-Arp-Ensemble met eigen composities op, de plaat bracht hij in eigen beheer uit. Hij schreef tevens voor het jazztijdschrift Jazz Podium (Stan Getz im Onkel Pö in Hamburg, 1976).
Tot 1987 leidde Arp de door hem in 1986 opgerichte bigband van de universiteit in Hamburg (tegenwoordig de Skyliner Jazz-Bigband). Hij was daarna muzikaal leider van het LandesJugendJazzOrchester Hamburg, tot 1997-hij werd toen vervangen door pianist en arrangeur Nils Gessinger. Tot zijn leerlingen behoorden o.m. Peter Weniger en Dirk Klawitter.
Als arrangeur werkte hij o.a. met het NDR Dance Orchestra (onder leiding van Dieter Glawischnig) en der rockgroep Die Ärzte (Rock ’n’ Roll Realschule, 2002). In 2017 was hij leider van de Criss Cross Big Band, waarvoor hij ook arrangeerde. Verder speelt hij in lokale jazzbands als Hanse Swingers en als begeleider van zangeres Gesa Riedel.